# Andrew Pitt
Andrew Pitt ( Kempsey,19 de febrero de 1976) es un expiloto de motociclismo. Se proclamó bicampeón del Campeonato Mundial de Supersport. Vive en Peel en la Isla de Man.

## Biografía

### Primeros años
Pitt comenzó a competir en la NSW State 250 Production Series en 1995, ganando esta carrera en 1997. También se alzó con el Campeonato Australiano de Supersport y fue subcampeón del nacional de Superbikes en 1999, antes de ingresar en el Campeonato Mundial de Supersport en 2000 montando para Kawasaki. Terminó décimo en su temporada de debut y ganó el título en 2001, sin ganar una carrera. En 2002 continuó en Supersport con Kawasaki terminando su quinta temporada y obteniendo sus dos primeras victorias.

### MotoGP y Superbikes
A finales de 2002, dio al salto a MotoGP con Kawasaki para las 3 últimas carreras de la temporada. Sumó sus primeros puntos MotoGP, que también fueron los de Kawasaki en la carrera final de la temporada. Sus prometedores resultados en 2002 hicieron que Kawasaki le ofreciera un asiento de MotoGP a tiempo completo para la temporada 2003. Tuvo de compañero al experimentado Garry McCoy, pero ninguno fue retenido después de un año poco competitivo. Hizo apariciones ocasionales para Moriwaki en 2004 como parte de su programa de desarrollo.
En temporada 2004, Yamaha firmó y después de tres carreras de Supersport a finales de año, firmó como piloto del Campeonato Mundial de Superbikes en 2005. Finalizó la temporada en la octava posición por detrás de su compañero de equipo, el japonés Noriyuki Haga que fue tercero. Sus resultados mejoraron en 2005, donde acabó en quinto lugar, consiguió su única victoria en el Circuito de Misano en junio de 2006. A finales de 2006, perdió su moto en favor del también australiano Troy Corser.
En 2007, vuelve a MotoGP con el equipo Ilmor. Pero se uvo qu eretirar por problemas mecánicos en la primera carrera del a temporada en Catar. El 15 de marzo de 2007, Ilmor anunciaba que se retiraba del Mundial de MotoGP por problemas de financiación, lo que dejó a Pitt sin asiento.

### Segundo paso por Supersport
A finales de 2007, realizó dos apariciones en el Muindial de Supersport para substituir al lesionado Sébastien Charpentier, acabando con dos segundas plazas por detrás del gran dominador del añoː Kenan Sofuoğlu.
En 2008, corrió en el equipo de Ten Kate, sustituyendo oa Sofuoglu. En la primera carrera, chcoó con su compañero Jonathan Rea. Ganó tres de las primeras seis carreras y se colocó como líder. Una colisión con Eugene Laverty en Vallelunga amenazó con perder el Campeonato, pero cerró el título en la penúltima carrera en Magny-Cours después de que su rival más cercano Rea fuera eliminado por Robbin Harms. Durante la carrera Brands Hatch en 2008, Pitt estuvo involucrado en un accidente que se cobró la vida de Craig Jones. El piloto británico cayó frente a Pitt en Clark Curve, y la moto de Pitt inevitablemente golpeó la cabeza de Jones, quien murió a causa de sus heridas el 4 de agosto.
Permanece en el mismo equipo en 2009, aunque originalmente su objetivo era volver al Mundial de Superbikes. Abrió la temporada con dos segundos puestos con la moto de 2008, pero tuvo problemas una vez que se presentó el modelo de 2009. Fue reemplazado por Michele Pirro para 2010.

### Vuelta a Mundial de Superbikes
El 16 de diciembre de 2009, se anunció que Pitt había cerrado un acuiedo con el equipo Reitwagen Motorsport para participar en la Mundial de Superbikes 2010. 
Pitt se asoció con su compañero de equipo Roland Resch en una versión satelital del BMW S1000RR. Sin embargo, el equipo se retiró después de solo tres carreras debido a la falta de fondos.
Pitt cambió la dirección al unirse al equipo de Rob McElnea Campeonato Británico de Superbikes para substituir a  Neil Hodgson, pero se lesionó en un choque en Brands Hatch y le hizo perder el resto de la temporada.

### Retiro
En junio de 2011 Pittcuando aún estaba onvaleciente, se convirtió en el jefe de equipo de Gary Mason en el MSS Colchester Kawasaki en Británico de Superbikes.
En enero de 2012, Pitt, todavía luchado con la lesión en el hombro sufrida en 2010, anunció su retirada del motociclismo.

## Resultados

### Campeonato del Mundo de Motociclismo
Sistema de puntuación de 1993 hasta 2022:
| Posición | 1.º | 2.º | 3.º | 4.º | 5.º | 6.º | 7.º | 8.º | 9.º | 10.º | 11.º | 12.º | 13.º | 14.º | 15.º |
| Puntos   | 25  | 20  | 16  | 13  | 11  | 10  | 9   | 8   | 7   | 6    | 5    | 4    | 3    | 2    | 1    |

#### Carreras por año
(Carreras en negrita indica pole position, carreras en cursiva indica vuelta rápida)
| Año  | Cat.   | Moto     | 1       | 2      | 3      | 4       | 5      | 6       | 7      | 8      | 9      | 10     | 11     | 12     | 13     | 14     | 15     | 16     | 17    | 18    | Pts. | Posición |
| ---- | ------ | -------- | ------- | ------ | ------ | ------- | ------ | ------- | ------ | ------ | ------ | ------ | ------ | ------ | ------ | ------ | ------ | ------ | ----- | ----- | ---- | -------- |
| 2002 | MotoGP | Kawasaki | JPN -   | RSA -  | SPA -  | FRA -   | ITA -  | CAT -   | NED -  | GBR -  | GER -  | CZE -  | POR -  | RIO -  | PAC -  | MAL 19 | AUS 17 | VAL 12 |       |       | 4    | 26.º     |
| 2003 | MotoGP | Kawasaki | JPN 17  | RSA 16 | SPA 15 | FRA Ret | ITA 16 | CAT Ret | NED 14 | GBR 17 | GER 19 | CZE 16 | POR 21 | RIO 18 | PAC 16 | MAL 16 | AUS 15 | VAL 18 |       |       | 4    | 26.º     |
| 2004 | MotoGP | Moriwaki | RSA -   | SPA -  | FRA -  | ITA 17  | CAT 14 | NED -   | RIO -  | GER -  | GBR -  | CZE 16 | POR -  | JPN -  | QAT -  | MAL -  | AUS -  | VAL -  |       |       | 2    | 27.º     |
| 2007 | MotoGP | Ilmor    | QAT Ret | SPA -  | TUR -  | CHN -   | FRA -  | ITA -   | CAT -  | GBR -  | NED -  | GER -  | USA -  | CZE -  | RSM -  | POR -  | JPN -  | AUS -  | MAL - | VAL - | 0    | -        |

### Campeonato Mundial de Superbikes

#### Carreras por años
(Carreras en negrita indica pole position, carreras en cursiva indica vuelta rápida)
| 2005 | Yamaha | QAT 4  | QAT 9  | AUS 5   | AUS Ret | SPA Ret | SPA 8  | ITA 5 | ITA 6 | EUR 13 | EUR 9 | SMR Ret | SMR Ret | CZE 10  | CZE Ret | GBR 7 | GBR 6 | NED 5 | NED 5 | GER 6 | GER 6   | ITA 16 | ITA C | FRA 6  | FRA 7 |       |       | 156 | 8.º  |
| 2006 | Yamaha | QAT 3  | QAT 5  | AUS 9   | AUS 5   | SPA 10  | SPA 9  | ITA 5 | ITA 6 | EUR 5  | EUR 4 | SMR 16  | SMR 1   | CZE Ret | CZE Ret | GBR 4 | GBR 3 | NED 2 | NED 2 | GER 4 | GER Ret | ITA 3  | ITA 4 | FRA 18 | FRA 5 |       |       | 250 | 5.º  |
| 2010 | BMW    | AUS 15 | AUS 15 | POR Ret | POR 20  | SPA 15  | SPA 16 | NED - | NED - | ITA -  | ITA - | RSA -   | RSA -   | USA -   | USA -   | SMR - | SMR - | CZE - | CZE - | GBR - | GBR -   | GER -  | GER - | ITA -  | ITA - | FRA - | FRA - | 3   | 27.º |

### Campeonato Mundial de Supersport

#### Carreras por año
(Carreras en negrita indica pole position, carreras en cursiva indica vuelta rápida)
| Año  | Equipo   | 1       | 2     | 3      | 4       | 5      | 6       | 7     | 8       | 9      | 10      | 11      | 12      | 13    | Pts.   | Pos. |      |
| ---- | -------- | ------- | ----- | ------ | ------- | ------ | ------- | ----- | ------- | ------ | ------- | ------- | ------- | ----- | ------ | ---- | ---- |
| 2000 | Kawasaki | AUS Ret | JPN 8 | GBR 4  | ITA 13  | GER 17 | SMR 7   | SPA 8 | EUR 13  | NED 10 | GER Ret | GBR 6   |         |       |        | 60   | 10.º |
| 2001 | Kawasaki | SPA 11  | AUS 3 | JPN 3  | ITA 4   | GBR 10 | GER 3   | SMR 8 | EUR 2   | GER 3  | NED 2   | ITA 4   |         |       |        | 149  | 1.º  |
| 2002 | Kawasaki | SPA 5   | AUS 1 | RSA 1  | JPN 7   | ITA 4  | GBR Ret | GER 2 | SMR 6   | GBR 18 | GER 4   | NED Ret | ITA Ret |       |        | 126  | 5.º  |
| 2003 | Yamaha   | SPA-    | AUS-  | SMR-   | ITA-    | GER-   | GBR-    | GBR-  | NED 3   | ITA 6  | FRA 6   |         |         |       |        | 36   | 12.º |
| 2007 | Honda    | QAT-    | AUS-  | EUR-   | SPA 2   | NED 2  | ITA-    | GBR-  | SMR-    | CZE-   | GBR-    | GER-    | ITA-    | FRA-  |        | 40   | 17.º |
| 2008 | Honda    | QAT Ret | AUS 1 | SPA 19 | NED 1   | ITA 4  | GER 1   | SMR 1 | CZE 2   | GBR 3  | EUR 2   | ITA Ret | FRA 1   | POR 2 |        | 214  | 1.º  |
| 2009 | Honda    | AUS 2   | QAT 2 | SPA 13 | NED Ret | ITA 5  | RSA 6   | USA 7 | SMR Ret | GBR 10 | CZE 10  | GER 7   | ITA 6   | FRA 6 | POR 11 | 119  | 6.º  |